# Koartikulovaná souhláska
Koartikulovaná souhláska je souhláska tvořená dvěma současnými strikturami na dvou různých místech artikulace. Lze rozlišovat mezi dvěma typy: souhlásky s dvojím místem artikulace, u nichž jsou obě striktury rovnocenné a vznikají stejným způsobem artikulace (např. okluzí nebo konstrikcí), a souhlásky se sekundární artikulací, tzn. s artikulací přidanou k artikulaci základní.
Příkladem souhlásky s dvojím místem artikulace je neznělá labiovelární ploziva [k͡p], která se vyslovuje se dvěma okluzemi zároveň: jednou velární (tj. mezi jazykem a měkkým patrem, [k]) a druhou bilabiální (tj. mezi horním a dolním rtem, [p]). Oproti tomu  labializovaná neznělá velární ploziva [kʷ] se vyslovuje pouze s jednou okluzí a současným zaokrouhlením rtů.
V převážné většině jazyků, ve kterých se vyskytují, jsou souhlásky s dvojím místem artikulace buď mlaskavkami, nebo labiovelárami. Sekundární artikulace je oproti tomu mnohem různorodější. Jejími běžnými typy jsou labializace (např. [kʷ]), palatalizace (např. ruské [pʲ] ve slově пять [pʲætʲ]), velarizace (např. anglické [lˠ] ve slově fill [fɪlˠ]) a faryngalizace (např. arabské [tˤ] ve slově خطر [ˈxɑtˤɑr]).